# Mălina Mică
Mălina Mică è un quartiere del settore Centru della città di Chișinău (Moldavia). Le vie principali sono le strade: „Gheorghe Asachi”, „Grenoble”, „Nicolae Testimițeanu” și „Pantelimon Halippa”; e il boulevard Dacia.